# Parapophylia cordicollis
Parapophylia cordicollis là một loài bọ cánh cứng trong họ Chrysomelidae. Loài này được Laboissiere miêu tả khoa học năm 1924.